# Prosimuliini
Prosimuliini là một tông ruồi đen bao gồm 136 loài còn sống hầu hết nằm trong chi Prosimulium. Tông này có 6 chi còn sống và 2 chi tuyệt chủng chỉ được tìm thấy trong các mẫu hóa thạch kỷ Creta.

## Các chi còn sống
- Gymnopais Stone, 1949
- Helodon Enderlein, 1921

- Phân chiDistosimulium Peterson, 1970
- Phân chiHelodon Enderlein, 1921
- Phân chiParahelodon Peterson, 1970

- Levitinia Chubareva & Petrova, 1981
- Prosimulium Roubaud, 1906
- Twinnia Stone & Jamnback, 1955
- Urosimulium Contini, 1963

## Các chi hóa thạch
- Kovalevimyia Kalugina, 1991
- Simulimima Kalugina, 1985